# Menard County, Texas
Menard County är ett administrativt område i delstaten Texas, USA, med 2 242 invånare (2010). Den administrativa huvudorten (county seat) är Menard.

## Geografi
Enligt United States Census Bureau har countyt en total area på 2 336 km². 2 334 km² av den arean är land och 3 km² är vatten.

### Angränsande countyn
- Concho County - norr
- McCulloch County - nordost
- Mason County - öster
- Kimble County - söder
- Schleicher County - väster